# Sy (Mali)
Pour les articles homonymes, voir Sy.
Ne doit pas être confondu avec Sy (Ardennes) ou Sy (Belgique).
Sysy (ou Sysys) est une commune malienne, située dans le département de la Banlazans dans le nouvelle Cercle de Sysys, dans la nouvelle région de San.